# 曼伯特阿克里斯 (加利福尼亞州)
曼伯特阿里克斯（英語：Mumbert Acres）是位於美國加利福尼亞州卡拉韋拉斯縣的一個非建制地區。該地的面積和人口皆未知。

## 地理
曼伯特阿里克斯的座標為38°16′05″N 120°19′11″W / 38.26806°N 120.31972°W，而該地的平均海拔高度為1417米（即4649英尺）。